# Liberdade FM
Liberdade FM é uma emissora de rádio brasileira concessionada em Betim, porém sediada em Belo Horizonte, respectivamente cidade e capitel do estado de Minas Gerais. Opera no dial FM, na frequência 92,9 MHz. Seu sinal alcança toda a Região Metropolitana de Belo Horizonte.

## História
A rádio foi lançada em 1.º de junho de 1982, inicialmente operando com o nome Rádio Capela Nova, em homenagem ao antigo nome do município de Betim, transmitindo apenas para a região e tinha uma programação voltada para a música pop. Sem recursos técnicos adequados ou respaldo comercial, a emissora não conseguia bons índices de audiência e por isso foi vendida. Passando a ser administrada por Marcelo Carlos da Silva e Ronaldo Carlos da Silva, sofreu diversas modificações e se identificava somente por sua frequência. Nesta fase, já executou programação alternativa e pop comercial, sem também conseguir êxito.
Em 1992, ainda com programação eclética, passou a se chamar Liberdade FM. A emissora então passou a dar espaço para a "nova música sertaneja". Em 1999, a emissora alcançou o primeiro lugar em audiência na Grande Belo Horizonte, posição que até então era ocupada há treze anos por outra emissora tradicional. Em 2008, a audiência da emissora era de 129 544 mil ouvintes por minuto.
No dia 12 de julho de 2023, a Rádio Liberdade FM alcançou mais de 1 milhão de ouvintes em Belo Horizonte, capital de Minas Gerais, consolidando-se como vice-líder geral de audiência.